# خيسوس فرانكو
خيسوس فرانكو (بالإسبانية: Jesús Franco)‏ كاتب ومخرج، ومصور سينمائي وممثل إسباني، وُلد في 12 ماية عام 1930. ونعته أكاديمية الفنون بالقول «أنه المخرج غزير الإنتاج والمنتج والممثل وخبير المونتاج والموسيقي.» وشددت الجمعية العامة للمؤلفين والناشرين على أن فرانكو كان مبدعًا مبتكرًا، حيث يعد مخرجًا له مرجعية في صناعة الأفلام الإسبانية من الدرجة الثانية. وكانت أعماله دومًا تثير ردود فعل مختلفة؛ فهو كان ينفذ أفلامصا من نوع وسطي تميزت بين الإباحية والإرهاب. وقد اضطرته أفلامه الاستفزازية إلى اختيار طريق المنفى في عهد الجنرال الديكتاتور فرانثيسكو فرانكو. وقد حصل على جائزة غويا الفخرية في عام 2009. وتوفي في مالقة في 2 أبريل 2013 عن عمر ناهز الثانية والثمانين عامًا.

## السيرة الذاتية
عمل فرانكو أحيانًا تحت أسماء مستعارة مختلفة، وهو معروف أكثر تحت اسم جيس فرانكو وأسماء مستعارة أخرى مثل كليفورد براون وجيمس ب. جونسون، وأخذ العديد من الأسماء المستعارة من موسيقي الجاز الشهيرة، مثل كليفورد براون وجيمس بول جونسون. أخرج فرانكو نصف دزينة من الأفلام حوالي أكثر من 200 فيلم، كان بجانب الإخراج يقوم بالاإنتاج حيث كان ينتج أحيانًا قرابة العشرة أفلام سنويًا، كان أولها فيلم كوميدي يعود إلى عام 1959 بعنوان نحن في سن الثامنة عشرة. تعاون خيسوس مع كبار الممثلين والمخرجين أمثال خافيير باردم ونيكولاس راي وروبرت سيودماك واورسون ويلز. حصل خيسوس فرانكو على جائزة غويا الفخرية عام 2009.

## خيسوس فرانكو ودون كيخوتي
اهتم المنتج والمخرج الأمريكي أورسن ويلز، الذي استقر فترة في إسبانيا، كثيرًا بمعالجة الرواية سينمائيًا بفيلم يحمل نفس الاسم؛ إلا أنه لم يكتب له الكمال على يد ويلز، حتى قام السينارست والمخرج خيسوس فرانكو بتجميعه وعرضه عام 1992.

## فيلموغرافيا

### أفلام وثائقية قصيرة
- 1957 - شجرة إسبانيا
- 1958 - مطبوعات غيبوثكوا عدد 2: فلان الفلاني
- 1959 - النفي من إدارة البحث الجنائي
- 1959 - الذهب الإسباني
- 1959 - الشواطئ الفارغة
- 1982 - الضباب للنزلاء
- 1982 - القطار السريع

### الأفلام الروائية
| - 1959 - لدينا 18 عامصا - 1960 - الشفاه الحمراء - 1960 - الملكة تابارين - 1961 - 1930 الحفارون - 1962 - ليلة الرؤية - 1962 - الموت صفير البلوز - 1962 - يد رجل ميت - 1963 - الحارس - 1963 - في مدينة رافيفي - 1964 - سر الدكتور أورلوف - 1965 - ملكة جمال الموت - 1966 - رسائل ظهورهم - 1966 - 'إقامة الجواسيس - 1966 - ميداس خسارة مزدوجة - 1967 - العزيف - - 1967 - يقبلني، الوحش - 1967 - اثنين من حالة الجمال - 1968 - حواء في الغابة - 1968 - فو المانشو وقبلة الموت | - 1968 - مدينة من دون الرجال ' - 1968 - قلعة فو المانشو - 1968 - 99 المرأة - 1968 - ماركيز دي ساد : جوستين - 1969 - فينوس في الفراء - 1969 - أوجيني ... قصة رحلتها إلى الإفساد (دو ساد 70) - 1969 - القاضي الدامي / عملية الساحرات ( ايل العرش دي فوكو ) - 1969 - الكونت دراكولا - 1970 - تيريوس الجنس - 1970 - مصاصي الدماء - 1970 - نشوة القتل - 1970 - الشيطان - 1970 - أوجيني (جزيرة الموت) ( دو ساد 2000) - 1970 - ليه لا نوي - 1971 - رحلة إلى الجحيم - 1971 - إن الميت التعبئة - 1971 - الثأر من د. مابوز - 1971 - تقرير - 1971 - روبنسون |  |

| - 1971 - دراكولا إلى فرانكنشتاين - 1971 - كريستينا الاحتلام - 1972 - ابنة دراكولا - 1972 - لعنة فرانكشتاين (ليه التجارب المثيرة فرانكشتاين ) - 1972 - شياطين - 1972 - عشاق جزيرة الشيطان - 1972 - كابتن خمسة عشر - 1972 - عيون الدكتور أورلوف - 1972 - القبر الصامت - 1972 - يوميات ميمة لمدمن للجنس - 1972 - ليه ايبرانيليس - 1973 - مناهظة قيصر - 1973 - الطماع - 1973 - عبر المرآة - 1973 - بليزير تروا - 1973 - الكونتيسة الضارة - 1973 - يقبلني، القاتل - 1973 - ليلة القتلة - 1973 - الأكلة - 1973 - ليندا برولانتيس | - 1974 - المثير دو موند - 1974 - توت التدخل - 1974 - لورنا - 1973 - كافيار ايمانويل الضار - 1973 - بيبي الاسترخاء - 1973 - سر القلعة الحمراء - 1974 - الفالس القاتل - 1975 -براق الجنس - 1975 - موت وسط البلد - 1975 - أوجيني - 1975 - لو - 1976 - قفص الدوريه - 1976 - انحرافات جنسية من شقراء ساخنة - 1976 - موت الماركيز فون ساد - 1976 - حزب منتصف الليل - 1976 - جاك السفاح - 1976 - ليلة القتلة - 1977 - أونشولد - 1977 - بطريقة بيت غريتا - 1977 - رسائل حب راهبة البرتغالية |  |

| - 1977 - المرأة في معسكر اعتقال الحب - 1977 - آلهة الاباحية - 1978 - خط التوت إيليس - 1978 - الفتيات - 1978 - كوكتيل خاص - 1979 - السادي من نوتردام - 1979 - جوستين - 1979 - السمفونية المثيرة - 1980 - نارالعقيق - 1980 - تجار الجنس - 1980 - أكلة لحوم البشر - 1981 - مجنون الجنس - 1981 - انحرافات جنسية للمرأة المتزوجة - 1981 - جزيرة العذارى - 1981 - عربدة (ليندا) - 1981 - سراويل الفتاة الشفافة - 1982 - سقوط بيت آشر - 1982 - العربدة المخزية من ايمانويل - 1982 - الثأر في البيت الحاجب - 1982 - البلوز من شارع بوب/ مغامرات فيليبي مالبورو، المجلد - 1982 - يشتكي من المتعة | - 1983 - عذرا، رقم خاطئ - 1983 -التنين كويست - 1983 - فندق بيك آب - 1983 - قبر الحي الميت - 1983 - الأحذاء الأسود - 1983 - ليلة مفتوحة من الجنسين - 1983 - كنز من آلهة الأبيض - 1983 - دار المرأة - 1983 - الدم في أحذية بي - 1983 - ليليان، العذراء المنحرفة - 1984 - ارتدى القاتل جوارب سوداء - 1984 -الطريق الموحش - 1984 - شق لمدة - 1984 - باهيا بلانكا - 1984 - وكم تجسس ؟ - 1984 - الدكتور أورلوف الشرير - 1984 - ليليان ( العذراء منحرفة ) - 1985 - رحلة إلى بانكوك ، وشملت تابوت - 1985 - صين واحدة |  |

| - 1985 - الظل من لاعب الجيدو ضد الدكتور وونغ - 1985 - الرجل الذي قتل منجلي - 1985 - الرقيق الأبيض - 1985 - بانكوك، موعد مع الموت - 1985 - الدار البيضاء الجهنمية - 1985- رحلة إلى بانكوك، وشملت التابوت - 1985 - مصاصة اللولو - 1986 - وكان الآخر من الفلبين - 1986 - إن المحن من حول بوذا - 1986 - الإيدز، طاعون القرن العشرين - 1986 - الفتاة مع أحمر شفاه - 1986 - التاريخ - 1986 - الغضب في المناطق المدارية - 1986 - افتضاح المتلصص - 1986 - وحده للإرهاب - 1987 - العبيد - 1987 - بحيرة العذارى - 1987 - ثونغ الفتيات - 1988 - الحيوانات المفترسة من الليل - 1988 - بعثة الظلام (عملية الكوكايين) | - 1989 - خليج الزمرد - 1989 - أغنية برلين - 1991 -باربرا الملاحقة - 1992 - الجد - 1992 - وسط البلد الحرارة - 1996 - القاتل - 1997 - اللحوم الطازجة - 1998 - ماري كوكي والقاتلة الرتيلاء - 1998 - شهوة فرانكنشتاين - 1999 - الجحيم د.وونغ - 1999 - الدمى المكسورة - 1999 - الحرير الأحمر - 2000 - فوضى شديدة - 2000 - الهدف الأعمى - 2001 -مفرق مصاص الدماء - 2002 - الكابوس - 2003 - القاتل مقابل دراكولا - 2005 - زهور العاطفة - 2005 - زهور الشذوذ - 2008 - سرداب لعنة النساء - 2010 - بولا بولا، تجربة سمعية وبصرية - 2012 - سرداب الملعونين |  |

- 2012 -  المدان الثاني
- 2012 -  آل بيريرا مقابل تمساح النساء

## روابط خارجية
- خيسوس فرانكو على موقع IMDb (الإنجليزية)
- خيسوس فرانكو على موقع روتن توميتوز (الإنجليزية)
- خيسوس فرانكو على موقع ألو سيني (الفرنسية)
- خيسوس فرانكو على موقع ميوزك برينز (الإنجليزية)
- خيسوس فرانكو على موقع ميوزك برينز (الإنجليزية)
- خيسوس فرانكو على موقع أول موفي (الإنجليزية)
- خيسوس فرانكو على موقع قاعدة بيانات الأفلام السويدية (السويدية)
- خيسوس فرانكو على موقع إن إن دي بي (الإنجليزية)
- خيسوس فرانكو على موقع أول ميوزيك (الإنجليزية)
- خيسوس فرانكو على موقع أول ميوزيك (الإنجليزية)